# Mathias Oyewusi
Mathias Kehinde Oyewusi (Jos, 2 febbraio 1999) è un calciatore nigeriano, attaccante del Valenciennes.

## Statistiche

### Presenze e reti nei club
Statistiche aggiornate al 29 ottobre 2022.
| Stagione        | Squadra          | Campionato      | Campionato | Campionato | Coppe nazionali | Coppe nazionali | Coppe nazionali | Coppe continentali | Coppe continentali | Coppe continentali | Altre coppe | Altre coppe | Altre coppe | Totale | Totale |
| Stagione        | Squadra          | Comp            | Pres       | Reti       | Comp            | Pres            | Reti            | Comp               | Pres               | Reti               | Comp        | Pres        | Reti        | Pres   | Reti   |
| --------------- | ---------------- | --------------- | ---------- | ---------- | --------------- | --------------- | --------------- | ------------------ | ------------------ | ------------------ | ----------- | ----------- | ----------- | ------ | ------ |
| 2018-gen. 2019  | Ankaran Hrvatini | 2. SNL          | 4          | 3          | CS              | 0               | 0               | -                  | -                  | -                  | -           | -           | -           | 4      | 3      |
| gen.-giu. 2019  | Bilje            | 2. SNL          | 10         | 9          | CS              | -               | -               | -                  | -                  | -                  | -           | -           | -           | 10     | 9      |
| 2019-2020       | Bilje            | 2. SNL          | 18         | 7          | CS              | -               | -               | -                  | -                  | -                  | -           | -           | -           | 18     | 7      |
| Totale Bilje    | Totale Bilje     | Totale Bilje    | 28         | 16         |                 | -               | -               |                    | -                  | -                  |             | -           | -           | 28     | 16     |
| 2020-2021       | Gorica           | 1. SNL          | 28         | 3          | CS              | -               | -               | -                  | -                  | -                  | -           | -           | -           | 28     | 3      |
| 2022            | Žalgiris         | AL              | 23         | 9          | LT              | 5               | 2               | UCL+UEL+UECL       | 6+2+6              | 2+0+2              | LS          | 1           | 0           | 43     | 15     |
| 2023            | Žalgiris         | AL              | 18         | 14         | LT              | 0               | 0               | UCL                | 3                  | 1                  | LS          | 1           | 0           | 22     | 15     |
| Totale Zalgiris | Totale Zalgiris  | Totale Zalgiris | 41         | 23         |                 | 5               | 2               |                    | 17                 | 5                  |             | 2           | 0           | 65     | 30     |
| Totale carriera | Totale carriera  | Totale carriera | 101        | 45         |                 | 5               | 2               |                    | 17                 | 5                  |             | 2           | 0           | 125    | 52     |

## Palmarès

### Club

#### Competizioni nazionali
- Campionato lituano: 1

Žalgiris: 2022
- Coppa di Lituania: 1

Žalgiris: 2022
- Supercoppa di Lituania: 1

Žalgiris: 2023